# Konarzyny (gmina)
Konarzyny – gmina wiejska w województwie pomorskim, w powiecie chojnickim. W latach 1975–1998 gmina położona była w województwie słupskim.
W skład gminy wchodzi 6 sołectw: Ciecholewy, Kiełpin, Konarzyny, Zielona Chocina, Zielona Huta, Żychce, w sumie 23 miejscowości.
Siedziba gminy to Konarzyny.
Według danych z 30 czerwca 2004 gminę zamieszkiwały 2143 osoby.

## Struktura powierzchni
Według danych z roku 2002 gmina Konarzyny ma obszar 104,27 km², w tym:
- użytki rolne: 38%
- użytki leśne: 54%.

Gmina stanowi 7,64% powierzchni powiatu.

## Demografia

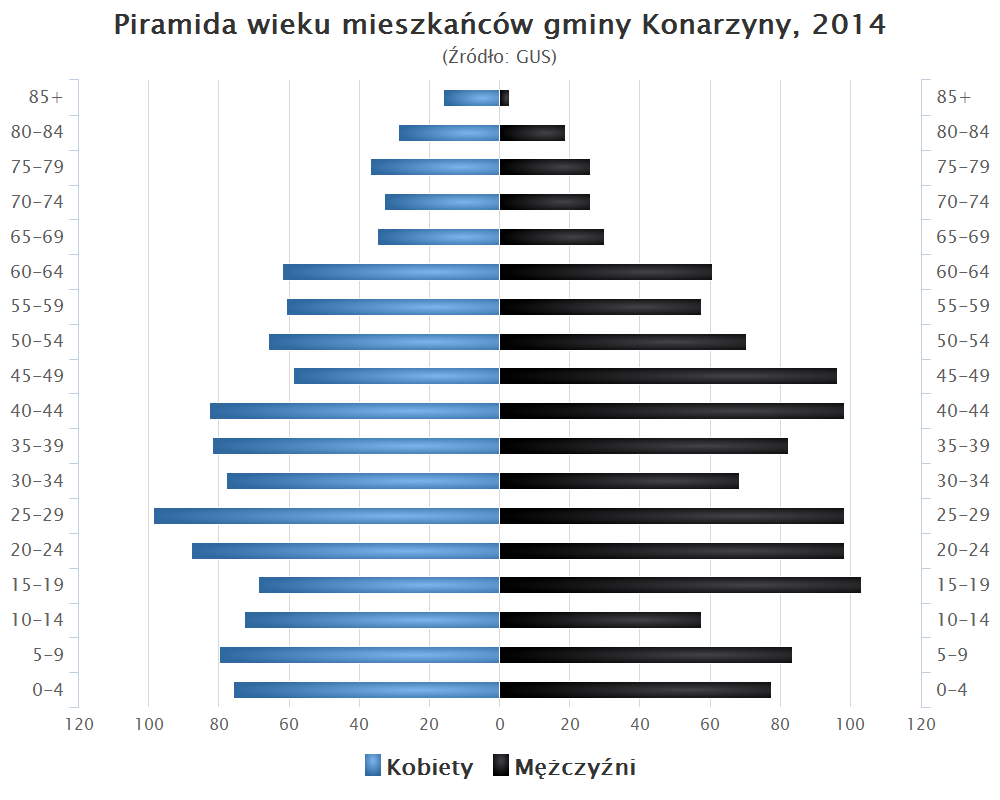
Piramida wieku mieszkańców gminy Konarzyny w 2014 roku

Dane z 31 grudnia 2017 roku:
| Opis                              | Ogółem | Ogółem | Kobiety | Kobiety | Mężczyźni | Mężczyźni |
| --------------------------------- | ------ | ------ | ------- | ------- | --------- | --------- |
| jednostka                         | osób   | %      | osób    | %       | osób      | %         |
| populacja                         | 2 277  | 100    | 1119    | 49,1    | 1158      | 50,9      |
| gęstość zaludnienia (mieszk./km²) | 22     | 22     | 10      | 10      | 12        | 12        |

## Sąsiednie gminy
Chojnice, Człuchów, Lipnica, Przechlewo